# The Movielife
The Movielife era una banda estadounidense de pop punk formada en 1997 en Long Island, Nueva York por Vinnie Caruana, Phil Navetta, Brandon Reilly, Evan Baken y Alex Amiruddin.

## Historia

### Formación y dos primeros álbumes (1997-2001)
The Movielife se formó en 1997 en Long Island, Nueva York con el vocalista Vinnie Caruana, los guitarristas Alex Amiruddin y Eddie Reyes, el bajista Nick Ghanbarian y el batería Evan Baken. La banda grabó una cinta titulada Red Demo con Mike Sapone. Reyes dejó el grupo para formar Runner Up y posteriormente Taking Back Sunday. Fue sustituido por Dave O'Connell, quien a su vez lo dejaría poco después para formar Quick Fix Kills, siendo sustituido posteriormente por Brandon Reilly. Ghanbarian abandonó el grupo y fue sustituido por Phil Navetta. Ghanbarian se uniría más tarde a Bayside. En 1998, la banda grabó otra maqueta, titulada White Demo. La maqueta llamó la atención de Fadeway Records, con quien la banda firmó un contrato de un álbum, La banda grabó su álbum debut con Peng Chia en los estudios Tin Pan Alley.
It's Go Time fue lanzado a través de Fadeaway Records en septiembre de 1999 y fue apoyado por fuertes giras. Con la creciente popularidad de la banda, estuvieron a punto de firmar con Equal Vision Records, sin embargo, en su lugar firmaron con Revelation Records. La banda grabó su segundo álbum con el productor Brian McTernan en Salad Days Studio en Washington D. C.. This Time Next Year fue lanzado a través de Revelation Records en octubre de 2000. En febrero de 2001, mientras estaban de gira con Reach the Sky y Bane, los Movielife sufrieron un accidente de furgoneta que les obligó a abandonar la gira. En abril de 2001, el grupo salió de gira con Glassjaw, New Found Glory y Autopilot Off. En julio y agosto, la banda teloneó a Reel Big Fish y Goldfinger en su gira conjunta por Estados Unidos.

### Época y disolución de Drive-Thru Records (2001-2004)
Poco después, se informó de que la banda había firmado con Drive-Thru Records. Una gira propuesta para septiembre de 2001 con Finch and the Starting Line fue cancelada tras los atentados del 11 de septiembre. En su lugar, The Movielife telonearon de nuevo a Reel Big Fish y Goldfinger en un puñado de conciertos en septiembre y octubre de 2001.  Publicaron el EP Has Gambling Problem EP en noviembre de 2001 y terminaron el año teloneando a Good Charlotte y H2O. En enero y febrero de 2002 telonearon a los Mighty Mighty Bosstones en su gira por la costa este de EE. UU. El 30 de marzo se informó de que Amiruddin había abandonado el grupo; pasó a fundar Keep Breathing. Amiruddin explicó que "estaba desencantado con la nueva dirección de la música, y mi amistad con los otros chicos de la banda se resintió por varias razones". Fue sustituido por Dan Navetta, el hermano pequeño de Phil. En abril y mayo de 2002, el grupo fue telonero de Face to Face en su gira por Estados Unidos; la gira incluyó una aparición en el Skate and Surf Fest. En mayo y junio de 2002, el grupo realizó una gira por Europa como parte del Deconstruction Tour. Entre finales de junio y mediados de agosto, el grupo participó en el Warped Tour. Entre octubre y diciembre, el grupo realizó una gira por EE. UU. con Brand New, The Reunion Show y Orange Island.

## Discografía
| Año  | Álbum                                | Discográfica       |
| ---- | ------------------------------------ | ------------------ |
| 2000 | It's Go Time                         | Fadeaway           |
| 1999 | This Time Next Year                  | Revelation         |
| 2001 | The Movielife Has a Gambling Problem | Drive-Thru Records |
| 2003 | Forty Hour Train Back to Penn        | Drive-Thru Records |